# Plesiothele fentoni
Plesiothele fentoni är en spindelart som först beskrevs av Hickman 1936.  Plesiothele fentoni ingår i släktet Plesiothele och familjen Hexathelidae.
Artens utbredningsområde är Tasmanien. Inga underarter finns listade i Catalogue of Life.